# Chris Lambert (kierowca wyścigowy)
Chris Lambert (ur. 9 kwietnia 1944 roku w Birmingham, zm. 28 lipca 1968 roku w Zandvoort) – brytyjski kierowca wyścigowy.

## Kariera
Lambert rozpoczął międzynarodową karierę w wyścigach samochodowych w 1966 roku od startów w Formuła 3 – Les Leston Trophy, Formuła 3 – BARC Members' Meetings, Formuła 3 Ford Grand Prix oraz Brytyjskiej Formule 3 BRSCC Les Leston. W BRSCC Les Leston ośmiokrotnie stawał na podium, w tym trzykrotnie na jego najwyższym stopniu. Z dorobkiem pięćdziesięciu punktów uplasował się tam na drugiej pozycji w klasyfikacji generalnej. W późniejszych latach Brytyjczyk pojawiał się także w stawce Temporada Argentina, International Gold Cup oraz Europejskiej Formuły 2.
W Europejskiej Formule 2 Brytyjczyk startował w latach 1967–1968. W pierwszym sezonie startów nie zdobywał punktów. Rok później z dorobkiem trzech punktów uplasował się na piętnastym miejscu w końcowej klasyfikacji kierowców.

## Śmierć
Lambert zginął podczas wyścigu holenderskiej rundy Europejskiej Formuły 2 na torze Circuit Park Zandvoort. W wyniku kolizji z Clayem Regazzoni bolid Lamberta uderzył w barierę i przedostał się poza nią. W wypadku zginęła także kobieta, która stała za barierą.